# Nissan Terra
Nissan Terra — среднеразмерный внедорожник японского автопроизводителя Nissan. Построен на базе Nissan Navara D23 и продаётся только на рынках Юго-восточной Азии и в Китае, причём модель для Китая немного отличается. Первая официальная информация об автомобиле появилась 15 марта 2018 года. Модель для Китая была впервые представлена на Пекинском международном автосалоне в апреле того же года.
28 мая начались продажи в Филиппинах. Для Филиппин автомобиль стал чуть больше в размерах и имеет 7 мест в салоне. 2 августа модель дебютировала на рынке Индонезии и была представлена Индонезийском международном автосалоне. Имеет те же характеристики, что и филиппинская модель. Продажи стартовали 21 декабря. 16 августа начались продажи в Таиланде. Из всех двигателей на этом рынке представлен лишь 2,3 л дизельный двигатель.
С начала 2019 года автомобиль доступен на рынке Брунея.
В России модель никогда не продавалась официально, однако в ноябре 2022 года появились сведения о появлении её у российских дилеров по цене от 4,5 млн рублей. Ввозимые по параллельному импорту автомобили имеют название X-Terra, такое же, как и у автомобилей для стран ССАГПЗ.